# کاماردی
کاماردی (به انگلیسی: Kamareddy) یک منطقهٔ مسکونی در هند است که در بخش نظام‌آباد واقع شده‌است. کاماردی ۱۴٫۱۰ کیلومتر مربع مساحت و ۸۰٬۳۷۸ نفر جمعیت دارد و ۴۹۵ متر بالاتر از سطح دریا واقع شده‌است.